# Berliet

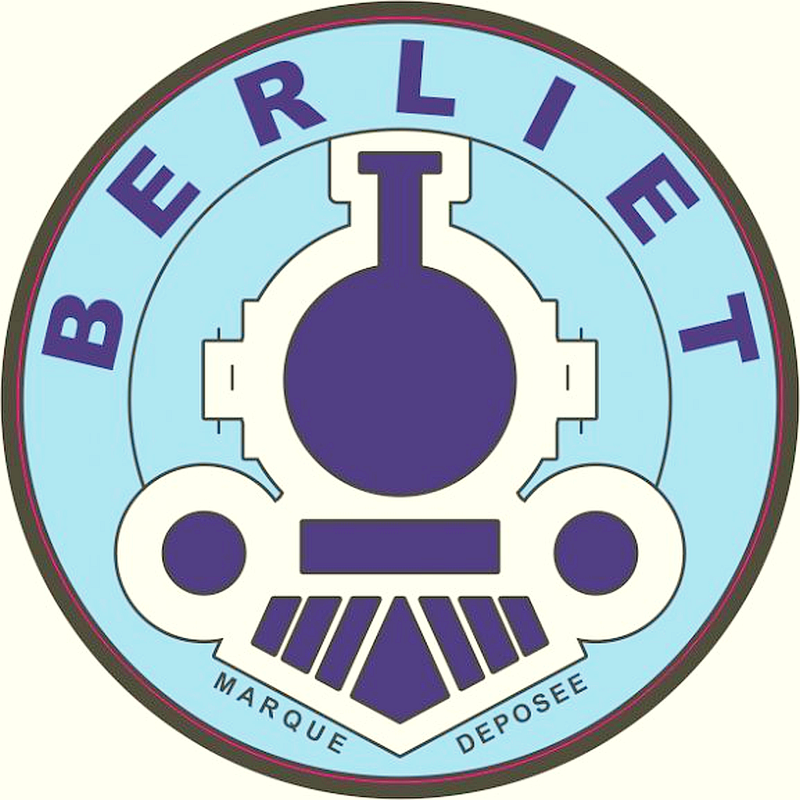
Frühes Logo von Berliet
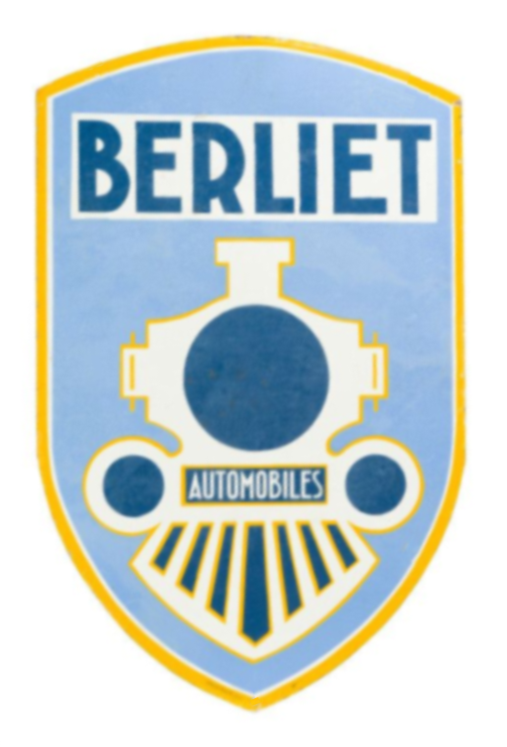
Berliet-Logo der 1920er und 1930er Jahre
Berliet-Logo nach 1945
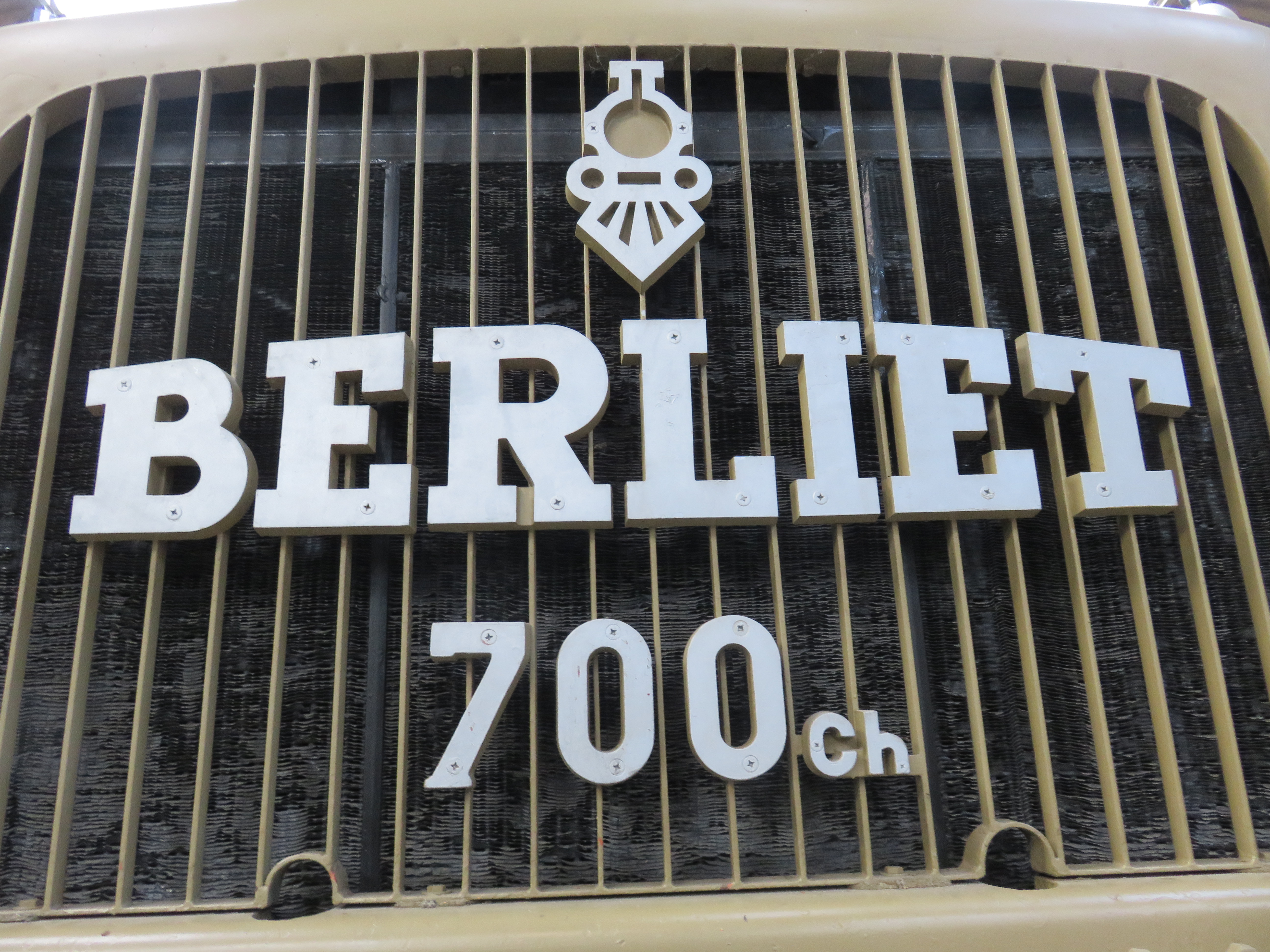
Berliet-Logo mit Berliet-Emblem nach 1945

Berliet war ein französischer Kraftfahrzeughersteller, der in Lyon von 1895 bis 1980 existierte und sein Werk im Vorort Vénissieux und im Stadtteil Montplaisir betrieb.

## Geschichte

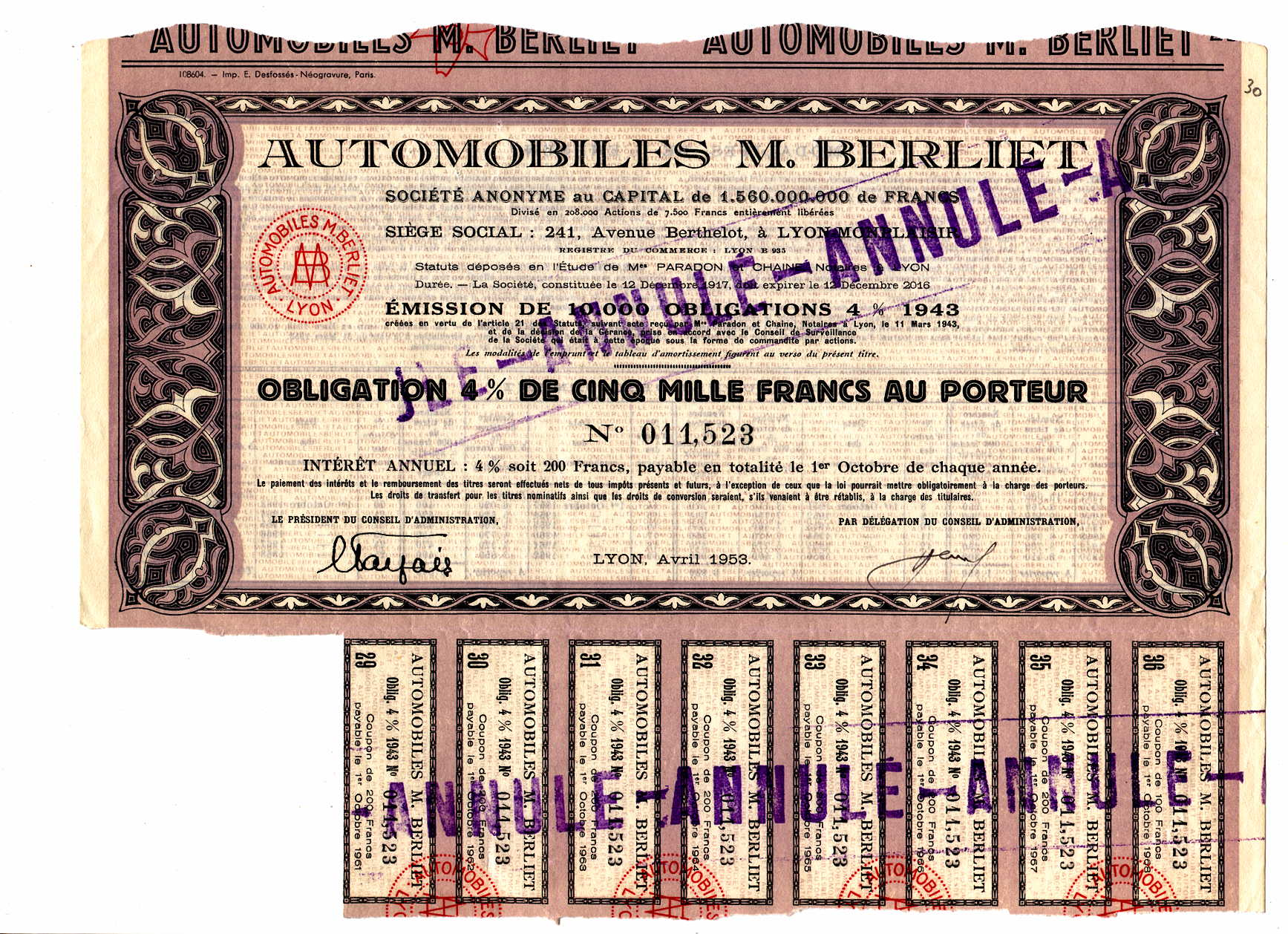
Wertpapier von Automobiles M. Berliet

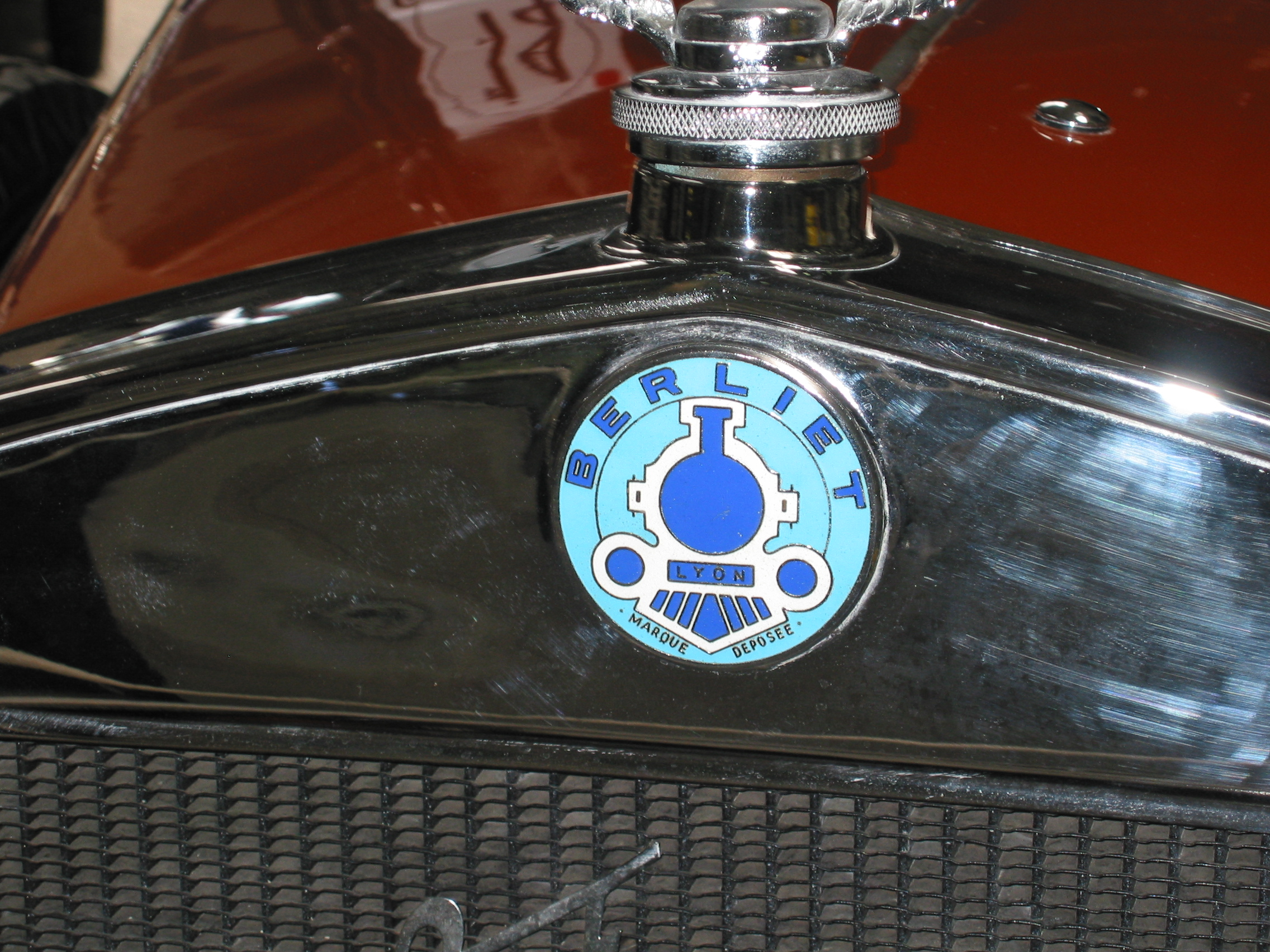
Frühes Emblem am Kühler

### Vorgeschichte
Den Wunsch, ein Automobil zu konstruieren, äußerte Marius Berliet (1866–1949) schon mit 15 Jahren. Zunächst blieb dafür keine Zeit, und Berliet musste in der elterlichen Werkstätte für Hutbänder mithelfen. Er begann in seiner Freizeit und nachts an seinem ersten Verbrennungsmotor zu arbeiten, den er 1894 fertigstellte. 1895 folgte ein erstes Kraftfahrzeug. Dies war ein Leichtfahrzeug, in dem Fahrer und Passagier hintereinander Platz fanden, es erhielt die Typenbezeichnung No.1. Dieses Fahrzeug verunfallte während einer Erprobungsfahrt, und Berliet arbeitete an Verbesserungen seiner Konstruktion. 1896 folgte ein zweiter Motor und 1897 sein zweites Automobil. Wiederum ein Zweisitzer, war der neue Motor ein luftgekühlter Boxer mit Kühlrippen, der im Heck untergebracht war. Das Fahrzeug war breit genug, dass zwei Personen nebeneinander sitzen konnten. Es war der Typ No.2.

### PKW-Bau

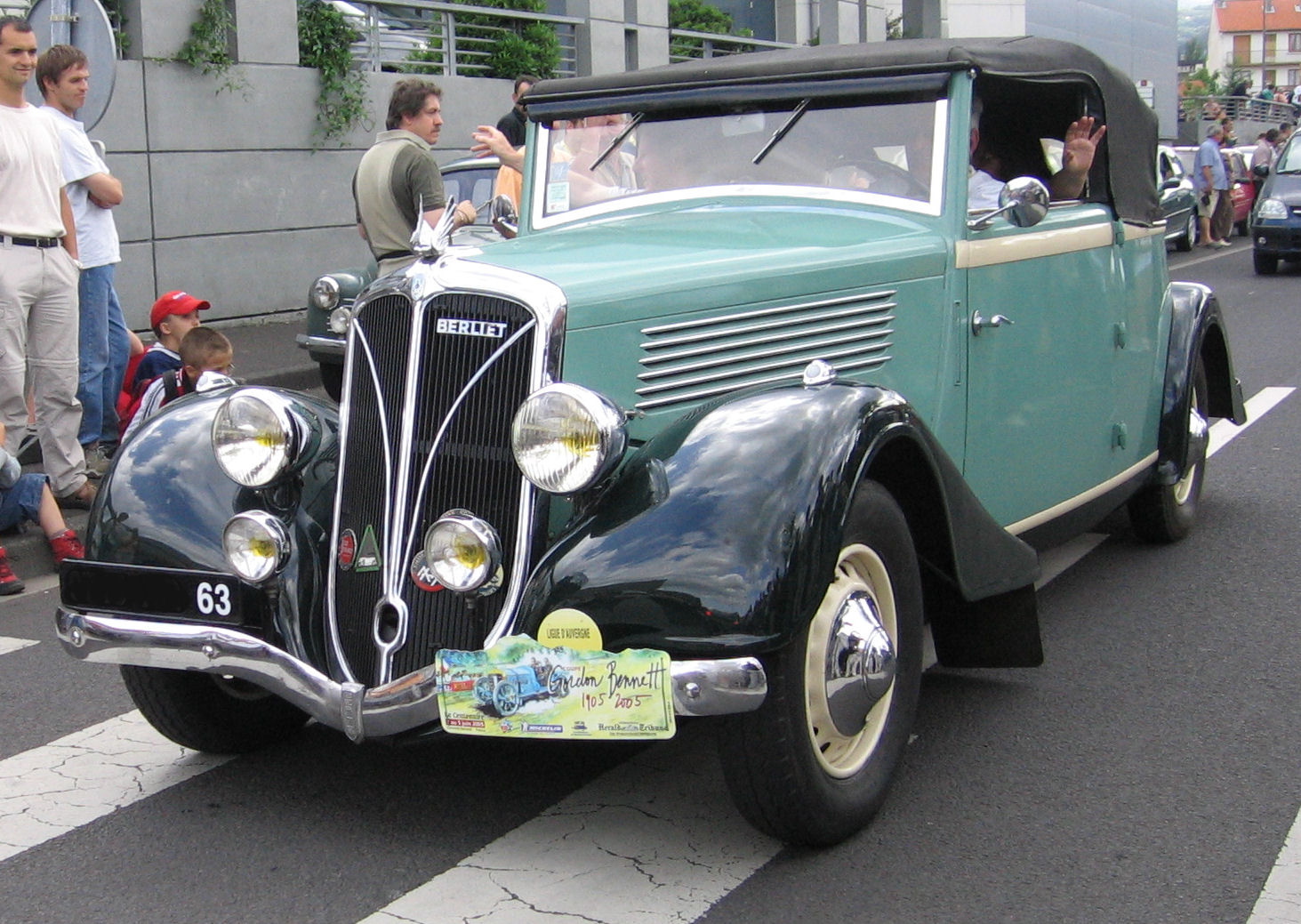
Berliet Cabriolet

Mit der Unterstützung seiner Mutter – sein Vater war immer noch strikt gegen seine Pläne eingestellt – mietete Marius Berliet 1899 eine Werkstatt im Lyoner Quartier La Croix-Rousse, wo er wiederum nur abends und in seiner Freizeit arbeiten konnte, nun immerhin mit der Unterstützung eines Angestellten. Gegen Ende des 19. Jahrhunderts entwickelte sich Lyon zu einem Zentrum des französischen Automobilbaus mit Marken wie Audibert-Lavirotte, Luc Court, Rochet-Schneider, Cottin-Desgouttes, La Buire, Pilain oder Vermorel. Auch Berliets kleine Manufaktur gehörte bald dazu und wuchs: Ab 1900 wurden Fahrzeuge mit Zweizylindermotor angeboten. Nach anderer Darstellung lag die Werkstatt in Brotteaux bei Lyon (der Ort gehört heute zum 6. Arrondissement der Stadt).
Der Betrieb expandierte schnell, und so kaufte Berliet im Jahr 1902 den Automobilhersteller Société Anonyme des Anciens Établissements Audibert et Lavirotte in Monplaisir auf. Dort war ein Vierzylinder-Modell mit einem Stahlrohrrahmen produziert worden, was zu dieser Zeit, als die meisten anderen Hersteller zumeist Holz verwendeten, außergewöhnlich war. Emile Lavirotte nahm danach eine Tätigkeit bei Berliet auf. Im Modelljahr 1902 wurde bereits der Berliet D mit Zwei- und Vierzylindermotor, Vierganggetriebe und Kettenantrieb als Chassis für verschiedene Karossierisaufbauten angeboten.
Im Jahr 1905 erwarb die American Locomotive Company Lizenzen zum Nachbau von Berliet-Modellen.
1910 hatte das Unternehmen bereits sieben Zweigbetriebe, es wurde eine Palette von Fahrzeugen mit 8 bis 60 PS produziert. 1912 ging etwa die Hälfte der hergestellten Fahrzeuge in den Export.
1915 hatte Berliet sein Unternehmen so organisiert, dass von der Stahlherstellung bis zum fertigen Produkt alles in eigener Hand lag.
Ab 1930 bot man bei Berliet die Modellreihe 944 9 CV  mit folgenden Werksbezeichnungen an: VIL, VILS, VIL2, VILK, VILB, VILX, VILDX, VILF, VIR (1930–1935).

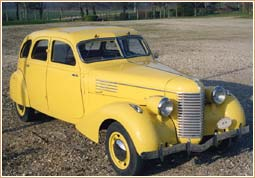
Letzter Berliet-Pkw Dauphine

Die letzte Pkw-Modellreihe war von 1936 bis 1939 der Berliet Dauphine dessen Varianten aufgrund unterschiedlicher Leistung als 9 CV und 11 CV bezeichnet wurden. Zur Modellreihe Dauphine sind die Werkstypen VIRL, VIRP, VIR, VIRF, VIRP und VIRP2 bekannt. Der Berliet mit Peugeot-402-Karosserie, aber eigener Technik und eigenem Fahrgestell, gehörte ebenfalls zu den letzten Pkw des Herstellers. Die Pkw-Produktion endete 1939, danach stellte Berliet ausschließlich Nutzfahrzeuge her.

### Nutzfahrzeuge
Die Anfänge des Nutzfahrzeugbaues, der später zum Hauptgeschäft bei Berliet avancieren sollte, können nur bruchstückhaft rekonstruiert werden.
Für das Jahr 1906 wird ein erster LKW-Typ genannt: Bei den Herbstmanövern der französischen Armee nahm ein nicht näher getypter Berliet-LKW teil, von dem Fotos und folgende Parameter bekannt sind: Motor vermutlich der 14-HP-Motor, der auch im zeitgleich gebauten Pkw Berliet H eingebaut war: vier Zylinder, Bohrung × Hub 80 × 120 mm, Hubraum 2413 cm³, 14 effektive PS. Die Nutzlast wird mit 2,1 Tonnen angegeben, das Gesamtgewicht mit 5190 kg. Das Fahrzeug war ein Frontlenker mit vorn liegendem Motor, der Antrieb auf die Hinterachse erfolgte mit Ketten.
Aus den Manövern des Jahres 1907 wurde ein ähnliches Fahrzeug gezeigt: Gleicher Motor, Nutzlast zwei Tonnen, mit Holz- oder auch mit Stahl-Speichenrädern. Im Herbst desselben Jahres erschien als Drei- und Fünftonner der Berliet L.
Ab 1908 sind die Typen Berliet AB, AC und AD dokumentiert, die auch mit Omnibus-Aufbauten hergestellt wurden. Ferner wird ein LKW mit 2,5 Tonnen Nutzlast genannt, von dem zwei Stück an einer Dauererprobung der französischen Armee im Mai 1908 teilnahmen. Er hatte den gleichen Motor wie der Berliet L.
Den Berliet M gab es ab 1909 seine Nutzlast wird mit zwei, aber auch mit 3,5 Tonnen angegeben. Er scheint den Typ L in der Produktion abgelöst zu haben. Ab diesem Jahr subventionierte Frankreich den Kauf auch militärisch verwendbarer LKW analog zu deutschen Subventions-Lkw. Die französische Armee kaufte zwei Berliet-LKW mit 2,5 Tonnen Nutzlast und erprobte sie im Dauertest im Herbst 1909. Von diesen beiden LKW ist keine Typenbezeichnung bekannt, wohl aber folgende technischen Daten: Motor wie beim Berliet M, Leergewicht 1800 kg, Nutzlast 2,5 Tonnen, Reifen vorne 900×120, hinten 1000×120.
1910 gab es weiterhin die 1909 bereits gebauten Typen.
Ab 1911 werden bei Berliet die LKW-Typen mit einem C als ersten Buchstaben gekennzeichnet. Insgesamt produzierte Berliet in diesem Jahr 219 LKW und 32 Busse.
Im Ersten Weltkrieg ab 1914 sah Berliet seine Chancen in der Rüstungsindustrie. Da durch den Krieg in Frankreich ein großer Bedarf an militärischen Lastkraftwagen bestand, wurde die Produktion auf die Lkw-Herstellung umgestellt, der Ausstoß betrug am Ende des Jahres 1917 etwa 40 Fahrzeuge pro Tag. Hauptsächlich wurde der Dreieinhalbtonner-Lkw Berliet CBA in fünfstelligen Stückzahlen gebaut. Außerdem stellte Berliet in dieser Zeit Mörsergranaten her.

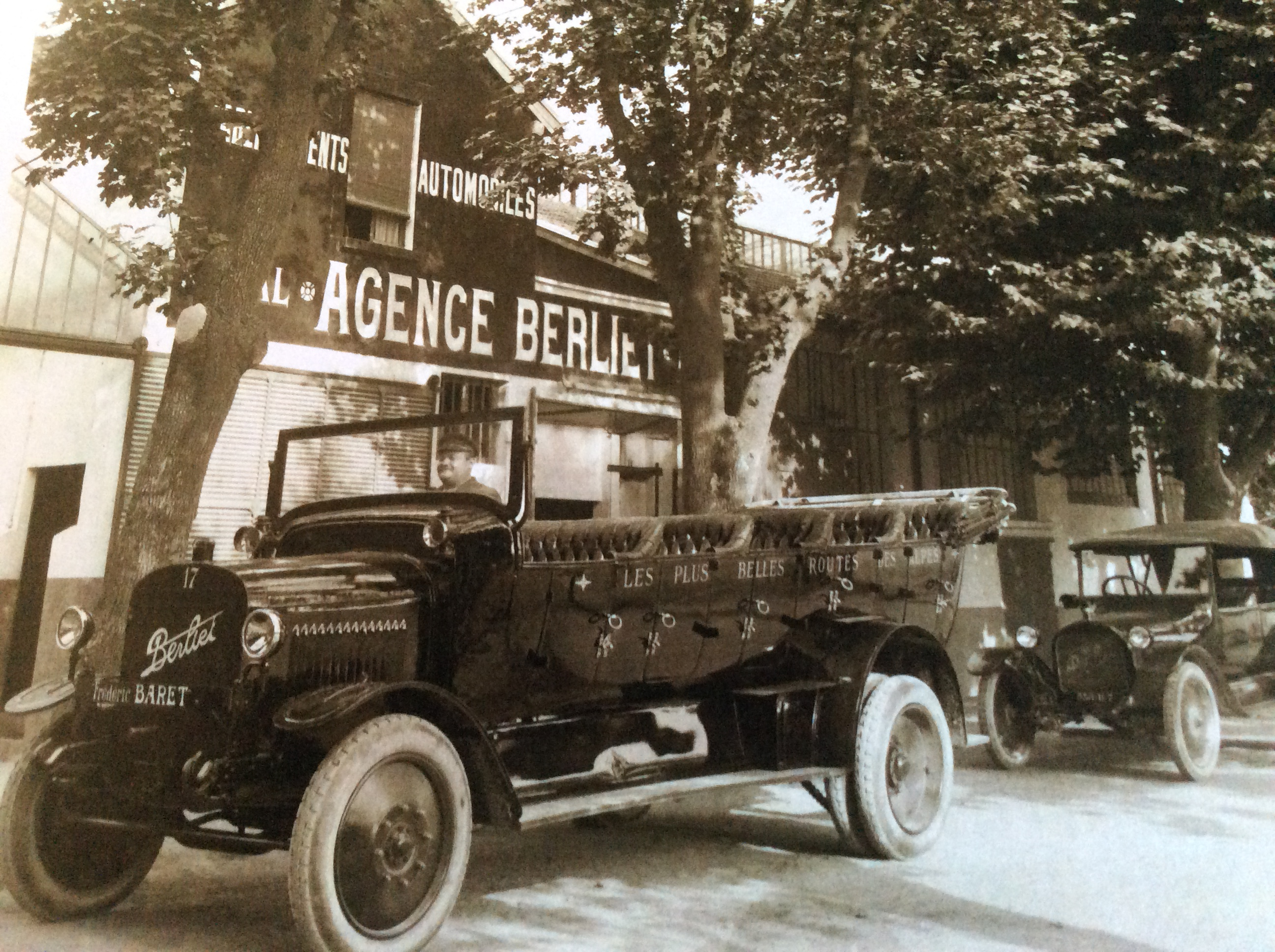
Berliet 1 CB ein Ausflugsfahrzeug mit fünf Sitzreihen (1921)

Nach Kriegsende brach der Markt für Nutzfahrzeuge zusammen, weil infolge der Abrüstung eine große Anzahl von Armee-Lastkraftwagen zu sehr günstigen Konditionen für den zivilen Markt erhältlich wurden. Dies brachte auch Berliet in Schwierigkeiten.
1919 wurde der Betrieb bestreikt. Nach einem Bankrott im Jahr 1921 folgte ein Neuaufbau des Unternehmens. 1921 beschäftigte Berliet in seinem Werk in Vénissieux zu 70 % Franzosen, zehn Jahre später stellten ausländische Arbeiter die Mehrheit der Fabrikbelegschaft.
In den Jahren 1923 und 1924 beschäftigte sich Berliet mit der Konstruktion von Lastkraftwagen mit Elektromotor. Es entstanden die Typen Berliet CTA, VTA, VTB, VTD und GTB. Indessen ist von einer Serienfertigung dieser Fahrzeuge nichts bekannt.
1930 wurde bei Berliet der erste eigene Dieselmotor konstruiert und in einen 5-t-Lastkraftwagen eingebaut, dieser Lkw erhielt die Bezeichnung Berliet GDR. Ferner konstruierte Berliet in der Zwischenkriegszeit in geringem Umfang Panzertransporter; zu erwähnen sind hier der Berliet GCM und die Berliet GPE und GPF.
1936 übernahm das linke Parteienbündnis Front populaire die Regierung. Marius Berliet, der der rechtsextremen Action française nahe stand, verweigerte jegliche Verhandlung mit streikenden Arbeitern.
Im Juni 1940 kollaborierten Marius Berliet und seine Söhne Jean und Paul mit den Nazis und den Frankreich besetzt haltenden deutschen Truppen. Berliet war zwar gegen eine Fusion mit deutschen Herstellern, lieferte aber unverzüglich ein Drittel der 8800 produzierten Nutzfahrzeuge an die Wehrmacht. Ende 1943 beschäftigte Berliet Zwangsarbeiter für die deutsche Kriegswirtschaft.
Nach der Befreiung Frankreichs wurden Marius Berliet und seine vier Söhne verhaftet. Das Unternehmen Berliet wurde im September 1944 beschlagnahmt. Marius Berliet veranlasste von seinem Alterssitz in Cannes eine politische Aufhebung des Urteils einer Gefängnisstrafe von zwei Jahren, das die Cour de justice du Rhône im Juni 1946 gegen ihn gefällt hatte. Er erhielt überwachten Hausarrest bzw. Aufenthaltspflicht („assignation à  résidence surveillée“) und die Aberkennung der politischen Bürgerrechte („dégradation nationale“). Seine Söhne hatten fünf Jahre Arbeitshaft erhalten.
1949 übernahm Paul Berliet die Unternehmensleitung von seinem im selben Jahr verstorbenen Vater und verkaufte Berliet schließlich an Renault.

### Schienenfahrzeuge
Ab 1921 fertigte Berliet auch Schienenfahrzeuge, vorwiegend kleine Rangierlokomotiven (sog. Locotracteurs) und Verbrennungstriebwagen bzw. Schienenbusse (Autorail) für Lokalbahnen. 1933 orderte die Paris-Lyon-Mediteranée-Bahn (PLM) dieselelektrisch angetriebene Triebwagen bei Berliet.
Nach dem Zweiten Weltkrieg wurden auch Motoren für andere Hersteller wie Billard und die Schienenbusse der DB hergestellt. Nachdem man in den 1960er Jahren als Subunternehmer Fahrgestell-Teile der Metro-Baureihen MP 59 für die Pariser Metro und MR-63 für Montreal gebaut hatte, wurde der Bau von Schienenfahrzeugen eingestellt.

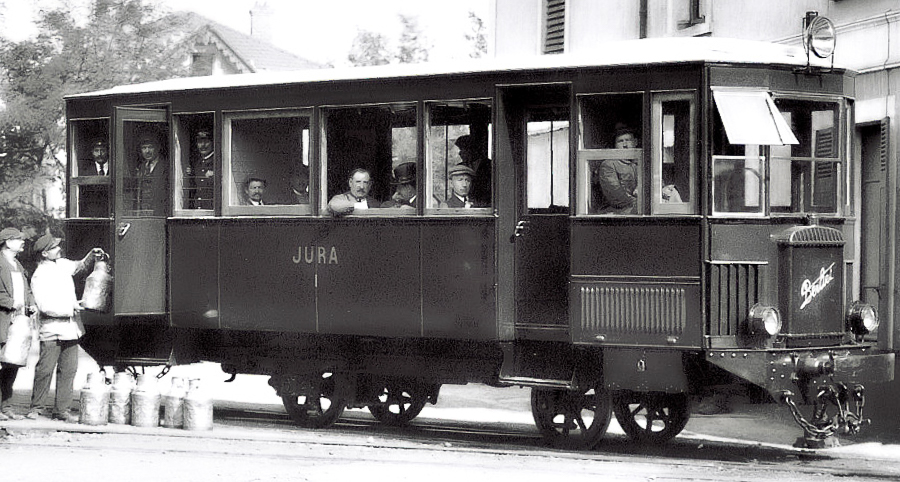
Schienenbus Typ RFM (1923)
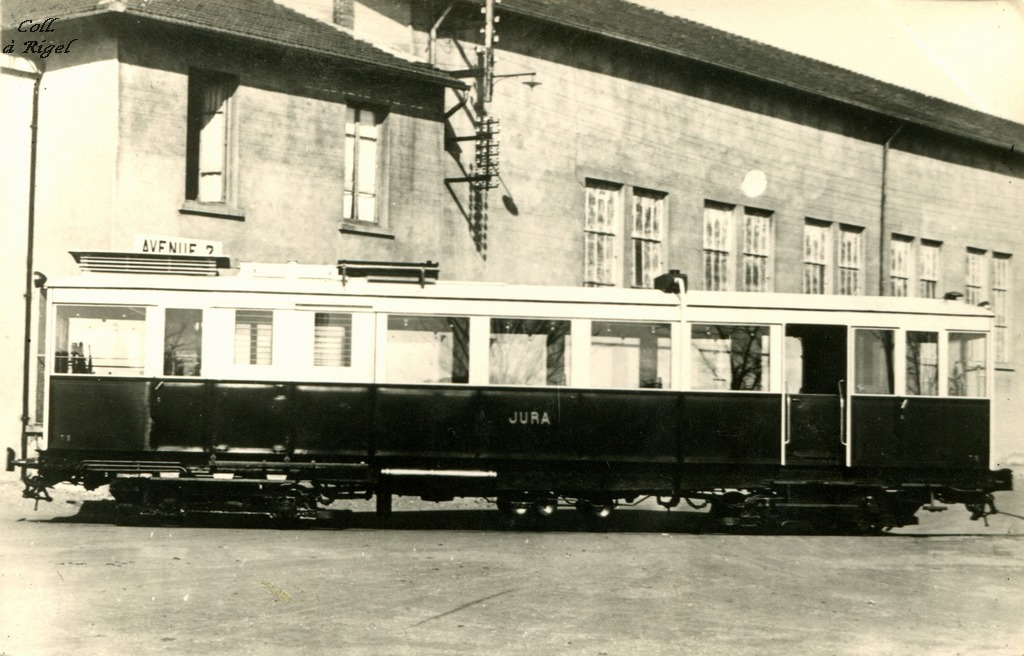
Triebwagen Typ RBMC
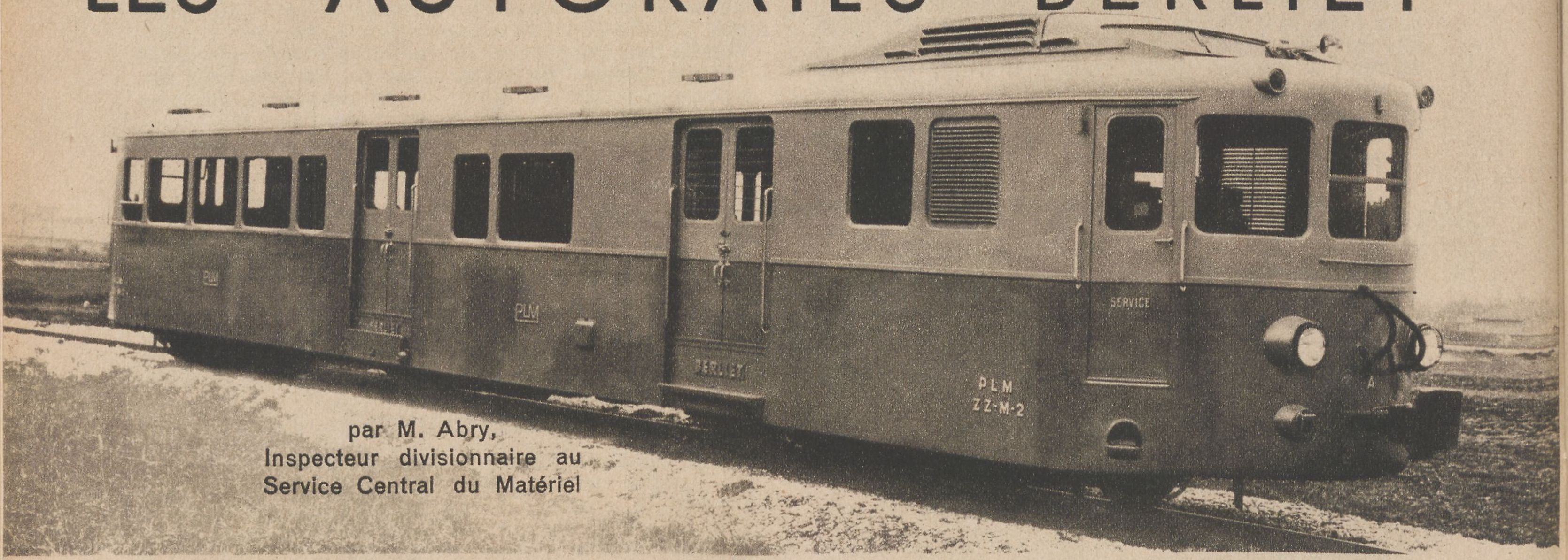
Triebwagen der PLM

### Typenbezeichnungen
Die Typenbezeichnungen bei Berliet sind inkonsistent.
Zunächst wurden keine konkreten Typenbezeichnungen vergeben, dann folgte ab 1900 der Typ A, die weiteren Typen in alphabetischer Reihenfolge. Dies waren indessen werksinterne Typenbezeichnungen, die Verkaufsbezeichnungen in Katalogen erfolgten meist unter Angabe der effektiven Leistung („Berliet 8HP“ usw.), kombiniert manchmal mit dem (von Typ zu Typ unterschiedlichen) Radstand. Die Zuordnung eines bestimmten Fahrzeugs zu einem bestimmten Typ ist daher heute sehr schwierig, zumal Berliet auch zumindest bis etwa 1925 nur das Chassis mit Motor und Fahrwerk herstellte, den (für unser heutiges Auge wichtigen) Aufbau mit seinen Charakteristika besorgten Karosseriebauunternehmen nach Kundenwunsch.
Anfänglich bot Berliet nur Chassis für Pkw (und vielleicht leichte Lieferwagen) an, ab 1907 auch Fahrgestelle für Lkw und Busse. Diese erhielten ab 1911 als ersten Buchstaben vor der Typenbezeichnung ein C (für „Camion“). Gleichzeitig wurde bei den einzelnen Typen nicht mehr die effektive Leistung, sondern die Steuer-PS („chevaux fiscaux“) in Katalogen etc. als Typenbezeichnung angegeben.
Dieses System wurde ab 1920 erneut geändert, neben der weiterhin in Verkaufsprospekten üblichen Angabe in Steuer-PS trugen die Kraftfahrzeuge folgende werksinternen Bezeichnungen:
Der erste Buchstabe benannte die Fahrzeugklasse, in die Berliet das Fahrzeug einordnete:
- V (für „Voiture“) kennzeichnet alle PKW, ferner LKW mit unter 3 (ausnahmsweise bis 3,5) Tonnen Nutzlast, belegt ab 1920 bis etwa 1940
- G (für „Grand“) erhielten LKW mit über drei Tonnen Nutzlast, belegt ab 1924.
- Mit C am Anfang werden ab 1924 nur noch diejenigen LKW bezeichnet, die technisch mit dem Berliet CBA verwandt waren.
- P (für „Personnes“) kennzeichnet Omnibusse und Fahrgestelle speziell für Busse[20], belegt ab 1929, bis dahin waren auch Omnibustypen wie alle anderen Nutzfahrzeuge mit C, V oder G gekennzeichnet.
- T (für „Tracteur“) kennzeichnet eine Zugmaschine (auch Sattelzugmaschine), belegt ab 1932. Allerdings erhielt 1939 auch ein Oberleitungsbus als ersten Buchstaben T (für Trolleybus), weil T bis 1948 auch Fahrzeuge mit Elektromotor kennzeichnete (s. u.)
- E (für „électrique“) führten als ersten Buchstaben ab 1949 Oberleitungsbusse[21].

Der zweite Buchstabe bezeichnete eine weitere Eigenart des Fahrzeugs:
- C (belegt ab 1929) stand für „Chaine“ = Kettenantrieb der hinteren Antriebsräder.
- D deutet fast immer auf einen Dieselmotor hin, belegt seit 1930. D fiel später weg, als Berliet seine Fahrzeuge ausschließlich mit Dieselmotor anbot.
- P stand für dreiachsige Fahrzeuge, belegt ab 1926.
- R (als 3. Buchstabe), belegt für die 1920er Jahre, stand für „rapide“ = Schnell-LKW
- S stand für „surbaisse“ = Niederrahmen-Fahrgestell[22], belegt seit 1930.
- T stand für Fahrzeuge mit Elektromotor, belegt seit 1923.
- U stand für Vierradfahrzeuge mit Vierradantrieb (4x4), belegt seit 1928.

Dieses System erfuhr in der Folgezeit einige Änderungen:
- Ab 1949 wies L auf ein Vierradfahrzeug, B auf ein Sechsradfahrzeug hin.
- Ab 1967 bezeichnete L einen Kurzhauber[23].

Hatte ein Typ mehrere der vorgenannten Eigenschaften (z. B. Niederrahmen-Fahrgestell und Dieselmotor), so konnte einer der vorgenannten Buchstaben auch auf den dritten Platz rücken oder ganz entfallen. Das System wurde nicht strikt angewandt, bei Durchsicht der Typen stellt man immer wieder Ausnahmen fest.
Der dritte und/oder vierte Buchstabe bezeichnete den eigentlichen Typ.
Varianten eines Typs mit Gasbetrieb (meist Holzgas-Generator, aber auch Stadtgas) erhielten als letzten Buchstaben in der Regel ein G (für „gazogéne“).
Nur für das Militär gebaute Varianten hatten bisweilen als letzten Buchstaben ein M.
Eine Ziffer am Ende wies in den 1930er Jahren bei Fahrzeugen mit Ottomotor auf die jeweiligen Steuer-PS hin, bei Fahrzeugen mit Dieselmotor auf die ungefähre Größe des Hubraums in Litern, großzügig auf- oder abgerundet.
Das System wurde aber grundsätzlich sehr flexibel (oder vielleicht eher: „launenhaft“?) gehandhabt, ohne dass heute noch ein klares stringentes Schema regelmäßig zu erkennen wäre. So waren PKW häufig mit „VI“ als erste Buchstaben gekennzeichnet, ohne dass ein Sinn dieses Kürzels bekannt wäre.

### Motorbezeichnungen
Motorbezeichnungen folgen ab etwa 1920 einem ähnlichen Schema:
Der erste Buchstabe ist grundsätzlich ein M (= moteur).
Zweiter Buchstabe:
- D = Dieselmotor
- K = mit Kipphebel-Ventilen
- L = mit Seitenventilen (= laterales)

Ist der letzte Buchstabe ein G, so handelt es sich um einen mit Holz- oder Stadtgas betriebenen Motor (gazogene)

### Die Nachkriegszeit

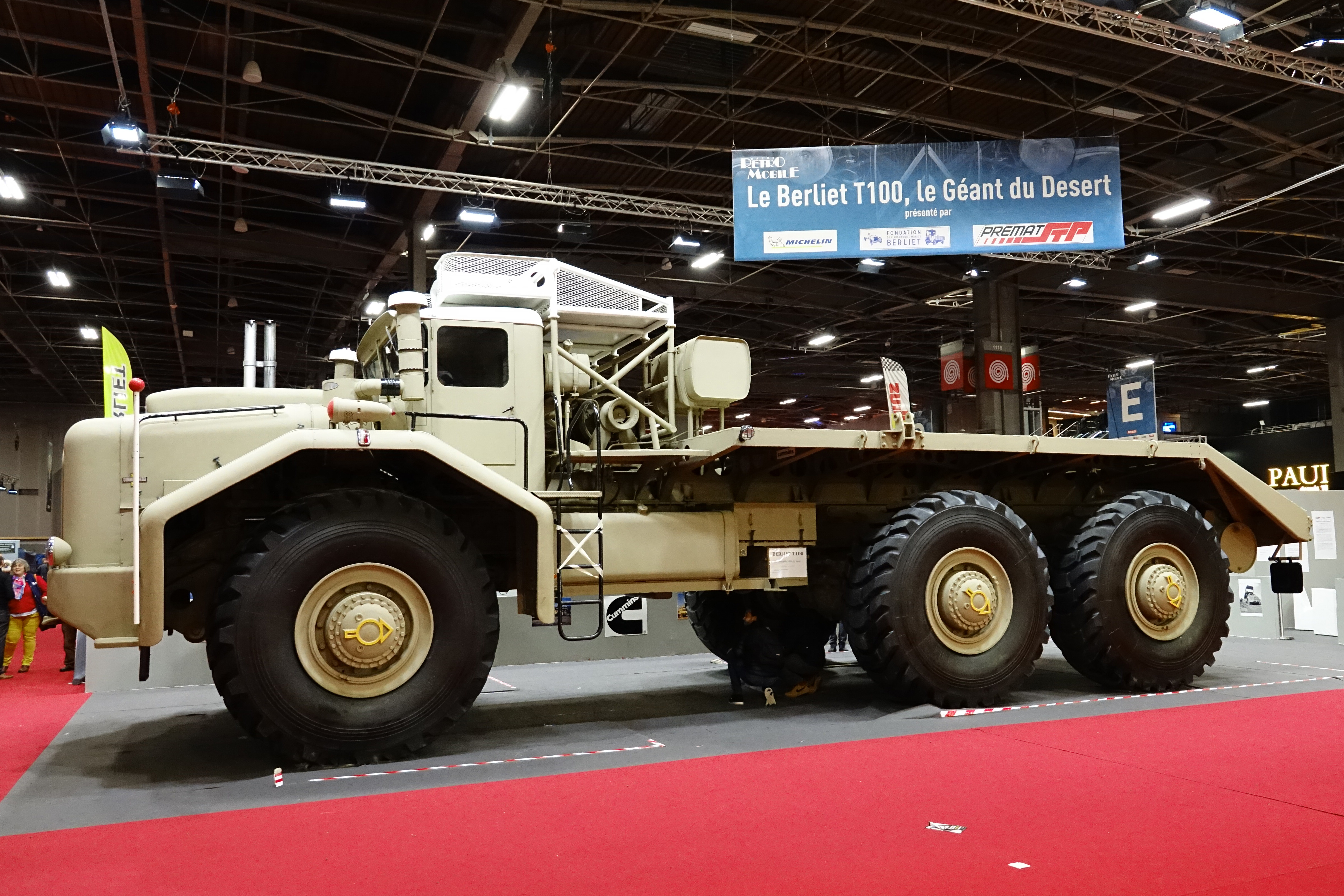
Ein Berliet T100 bei der Rétromobile 2019 in Paris

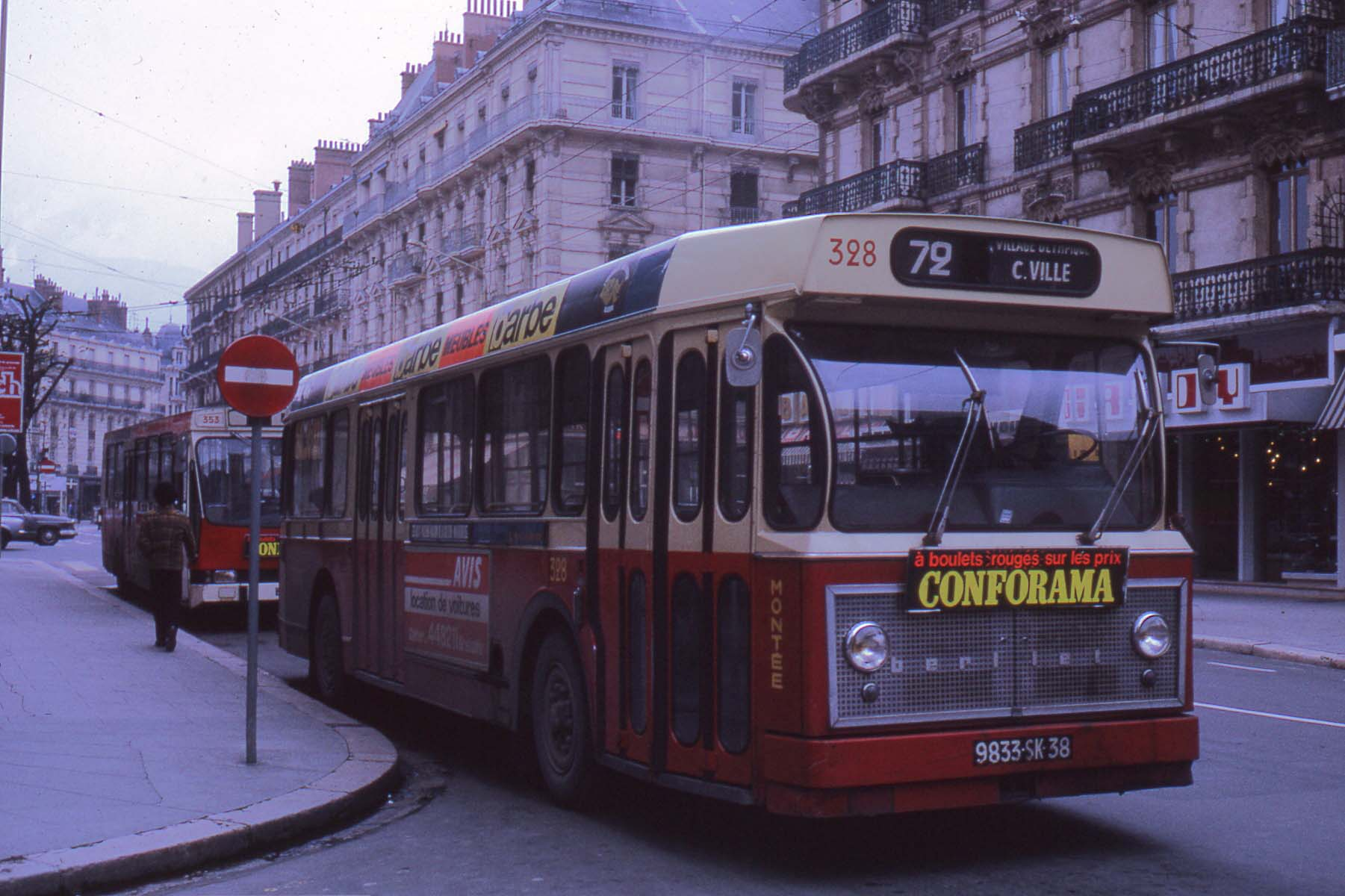
Berliet Stadtbus der 1960er Jahre

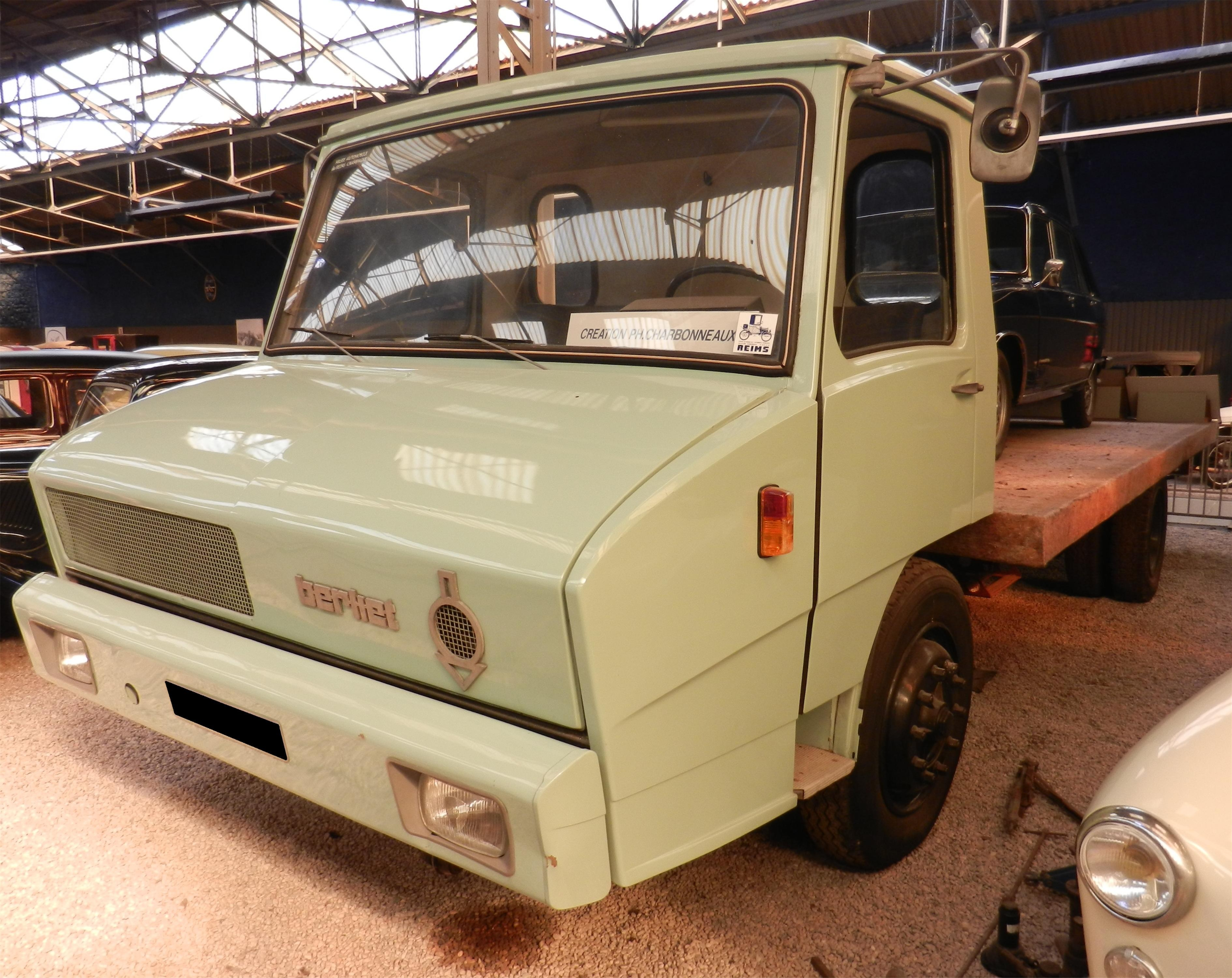
Berliet Stradair

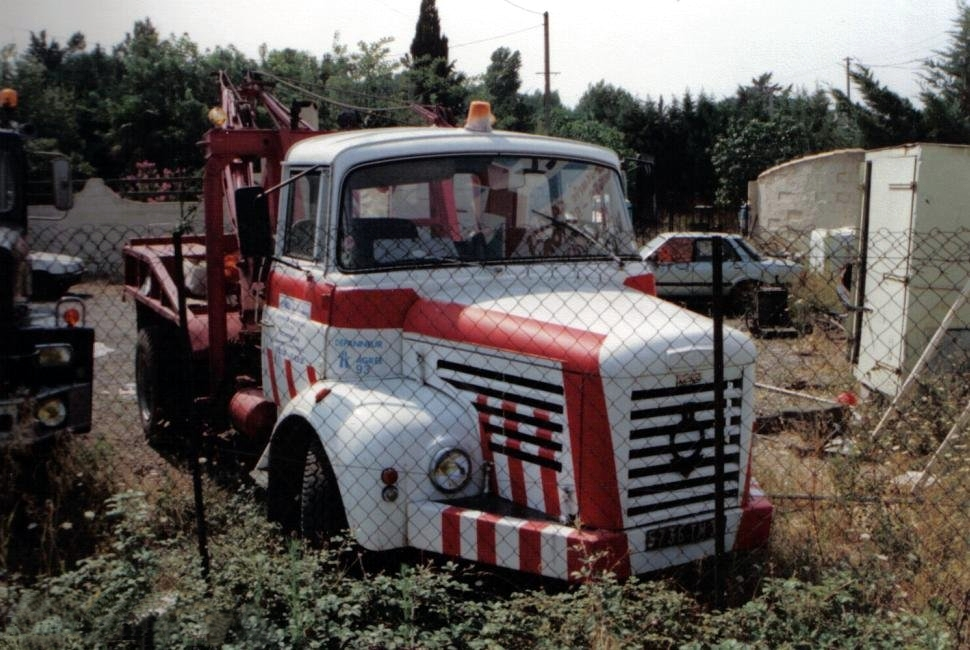
Berliet Hauben-Lastwagen

Die Nachkriegszeit sah ein expandierendes Unternehmen, die Produktion wurde von 17 Lkw pro Tag im Jahre 1950 auf über 120 Fahrzeuge pro Tag im Jahr 1970 gesteigert. 1958 wurde der damals weltgrößte Lastwagen, der Berliet T100, in der Sahara eingesetzt. Der zwischen 600 und 700 PS leistende LKW mit einem Reifendurchmesser von 2,4 m und einem Eigengewicht von bis zu 120 Tonnen war für Baumaterialtransporte in Wüstengebieten konzipiert. Das Unternehmen sah seine Chancen in ebensolchen Regionen, 1956 folgte die Gründung von Berliet Algerien, im Jahr 1958 die Gründung von Berliet Marokko.
Mitte der 1960er Jahre beteiligte sich Berliet neben Saviem (SC 10) an der Konstruktion des französischen Standard-Linienbusses, dessen Dieselmotor liegend unter dem Fahrerplatz platziert war, so dass eine niedrige Fußbodenhöhe von 620 mm ermöglicht wurde. Die Konstruktionsprinzip des typgleichen Busses und dessen Varianten wurde mit anderen Mitteln erreicht als bei Saviem. Berliet konstruierte neben dem zweiachsigen 11-m-Standardbus mit verschieden möglichen Türanordnungen auch einen zweiachsigen Doppeldeckbus und einen 18 m langen Gelenkbus im selben Stil.
1965 schloss das Unternehmen ein Lizenzabkommen mit der Volksrepublik China für die Fertigung von Schwerlasttransportern, im Jahr 1969 wurde eine Omnibusfabrik in Kuba aufgebaut. 1971 gingen 40 % der Produktion in den Export.
1965 wurde mit dem Berliet Stradair ein innovativer, leichter Lkw (etwa 6 Tonnen Nutzlast) präsentiert, der mit mehreren Traditionen des bisherigen LKW-Baus brach. Neben der ungewöhnlichen Gestaltung des Hauben-Führerhauses besaß er insbesondere niveauregulierende Luftfederelemente, eine moderne Rahmenkonstruktion, schlauchlose Reifen, ein Getriebegehäuse aus Leichtmetall und einen Nutzlastfaktor von 2. Der Vierzylinder-Dieselmotor arbeitete nach dem M-Verfahren. Die Fahreigenschaften waren mit denen eines damals zeitgemäßen Pkw vergleichbar. Alsbald wurden zahlreiche Varianten des Stradair auf den Markt gebracht. In der Praxis offenbarte sich allerdings, dass der Lkw nicht ausgereift war, weshalb der Erfolg am Markt begrenzt blieb.
Der 1968 vorgestellte dreiachsige Typ U 509 „Tekel“ mit Frontantrieb wurde aus dem Stradair abgeleitet und besaß ein Niederrahmen-Fahrgestell mit nur 62 cm Ladehöhe.
1967 wurde das Unternehmen Teil des Citroën-Konzerns und übernahm die Lkw-Fertigung von Citroën.

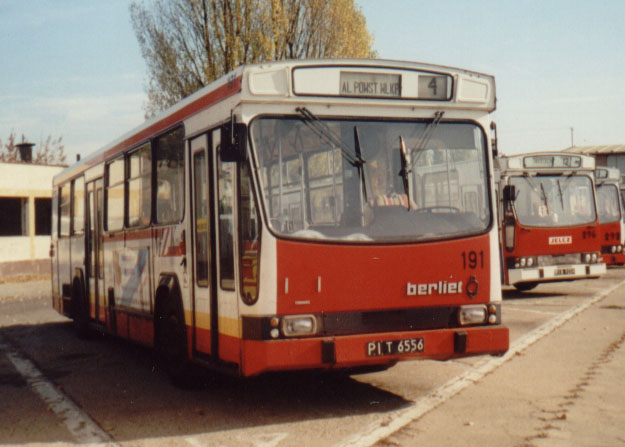
Berliet PR 100 Linienbus

Anfang der 1970er Jahre konstruierte Berliet einen Linienbus nach den Konstruktionsprinzipien des Standard-Linienbusses nach den deutschen VÖV-Richtlinien, der allerdings eine andere Front und ein anderes Heck sowie eine andere Innenausstattung erhielt. Der Bus wurde ab 1971 zunächst als Berliet PR100, später als Renault PR100 verkauft. Es gab ihn auch als Oberleitungsbus (ER100) und als Gelenkbus (PR180 bzw. ER180).
1975 hatte Berliet etwa 24.000 Beschäftigte für die Fertigung von Lkw und Omnibussen, davon mehr als 15.000 in dem Werk Vénissieux Saint-Priest bei Lyon.
Auf Betreiben des französischen Staates wurde Berliet 1975 vom Renault-Konzern übernommen und 1978 mit der schon bisher zu Renault gehörenden Nutzfahrzeug-Tochter Saviem zum neuen Unternehmen Renault Véhicules Industriels (RVI) zusammengeschlossen. Die beiden bisherigen Markennamen wurden noch bis 1980 weitergeführt, danach wurden alle Produkte mit dem Namen Renault verkauft, wodurch die Marke Berliet vom Markt verschwand.

## Produktionszahlen Lkw und Omnibusse
Produktionszahlen der Jahre 1952 bis 1954 1958 sowie 1965, 1968 bis 1977:

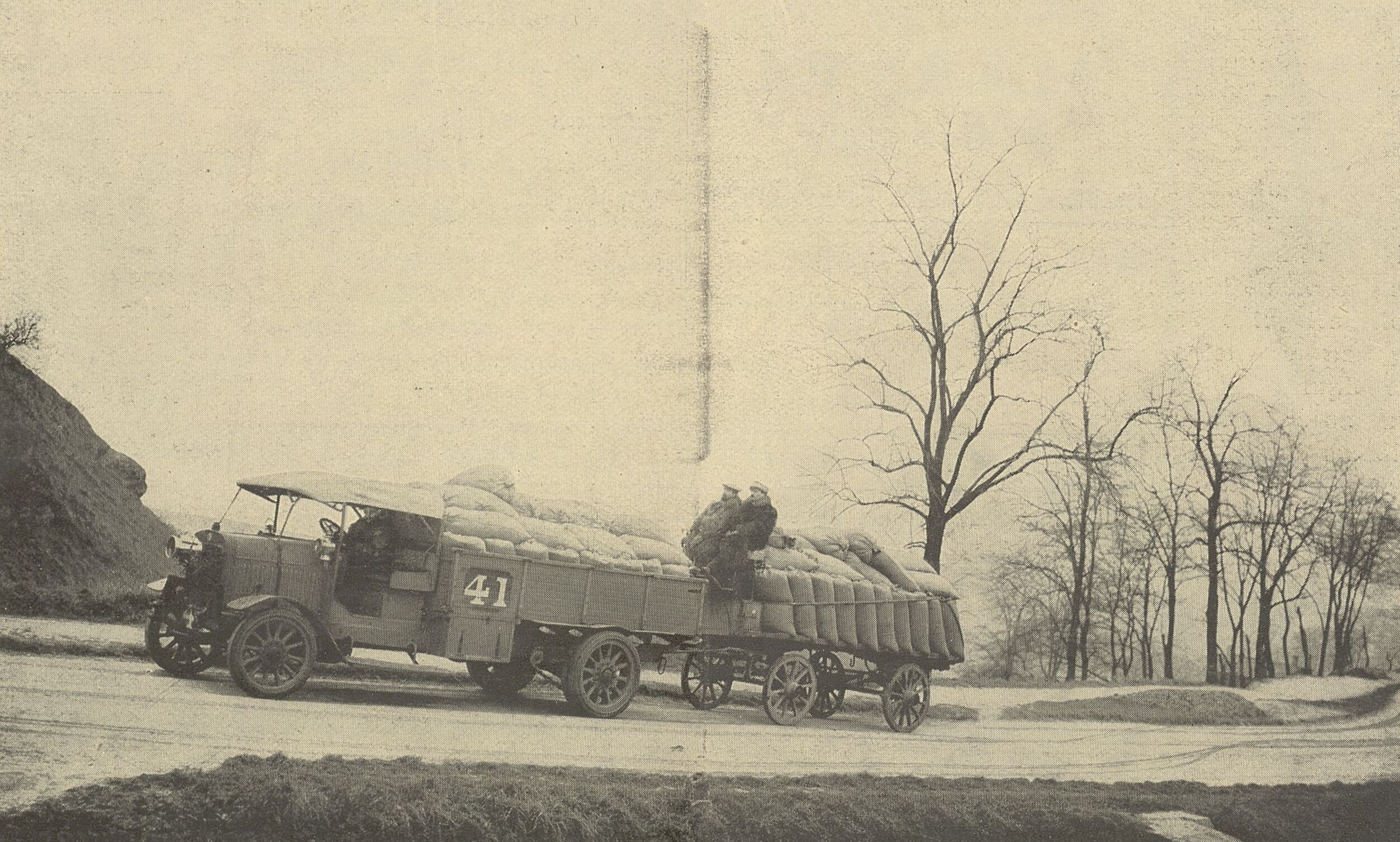
Berliet CBA

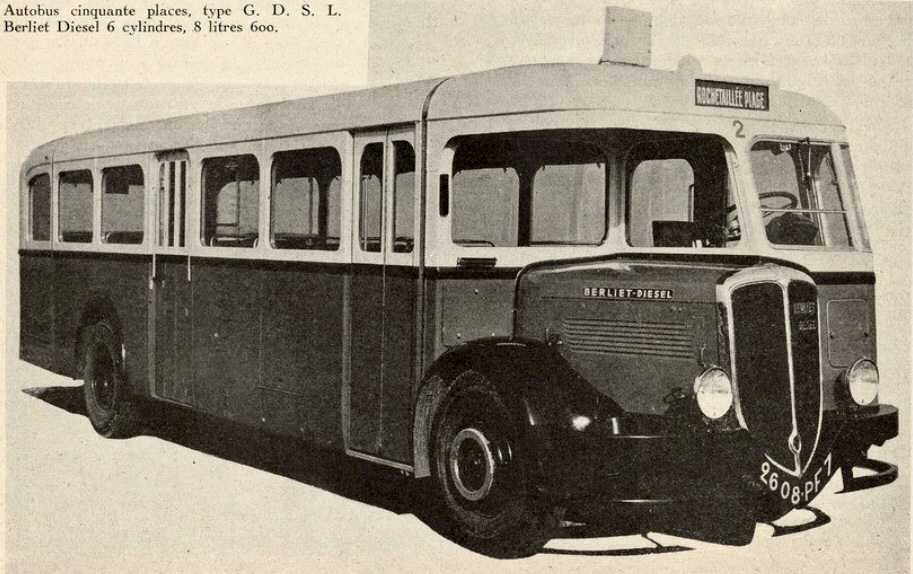
Berliet G.D.S.L. von 1936

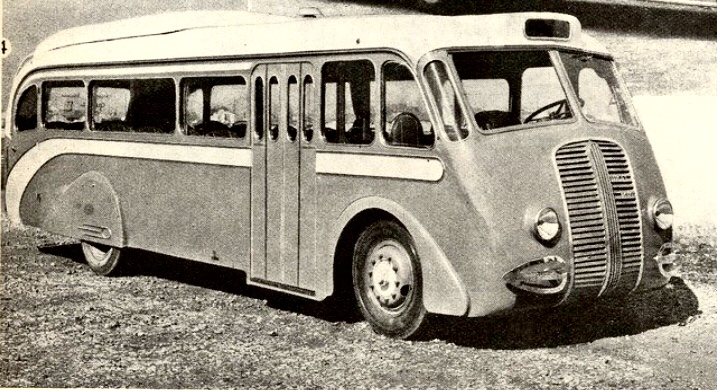
Berliet P.C.K. 36 Sitzplätze von 1938

| Jahr         | 1952  | 1953  | 1954  | 1955 | 1956 | 1958   | 1959 | 1960 | 1961 | 1962 | 1963 | 1964 | 1965   |
| ------------ | ----- | ----- | ----- | ---- | ---- | ------ | ---- | ---- | ---- | ---- | ---- | ---- | ------ |
| Lkw          | 4.900 | 4.725 | 6.326 |      |      | 10.341 |      |      |      |      |      |      | 14.755 |
| Zugmaschinen |       |       | 294   |      |      | 1.050  |      |      |      |      |      |      |        |
| Omnibusse    | 294   | 505   | 646   |      |      |        |      |      |      |      |      |      |        |

| Jahr         | 1967 | 1968   | 1969 | 1970   | 1971   | 1972   | 1973   | 1974   | 1975   | 1976   | 1977   |
| ------------ | ---- | ------ | ---- | ------ | ------ | ------ | ------ | ------ | ------ | ------ | ------ |
| Lkw          |      | 15.260 |      | 21.576 | 22.127 | 20.642 | 21.888 | 23.691 | 22.598 | 22.467 | 19.074 |
| Zugmaschinen |      |        |      |        |        |        |        |        |        |        |        |
| Omnibusse    |      |        |      |        |        |        |        |        |        |        |        |

## Rezeption und Museen
Die Fahrzeuge von Berliet verschwanden mit den Überführungsprozessen des Unternehmens nach Citroën, Saviem und Renault Véhicules Industriels (RVI) in den 1980er Jahren aus der öffentlichen Wahrnehmung. In Museen sind die Fahrzeuge von Berliet relativ selten zu finden. Personenwagen-Oldtimer von Berliet sind selten anzutreffen, Lastkraftwagen aus dem Ersten Weltkrieg gibt es in einigen Museen. Die größte bekannte Sammlung präsentiert die Fondation Berliet. Dort werden Personenwagen, Lastkraftwagen, Motoren und besondere Bauteil-Erfindungen ausgestellt, dazu gehört auch ein betreutes Archiv in Villeurbanne, in dem unter anderen die historischen Aufzeichnungen der Berliet-Fahrzeugproduktion für Historiker einsehbar sind. Das Archiv und dessen Mitarbeiter sind als Herausgeber von mehreren Fachpublikationen zur französischen Automobilgeschichte und insbesondere zur Geschichte von Berliet bekannt.